# Wim Lybaert
Wim Emiel Nelly Lybaert (Brugge, 20 augustus 1968) is een Vlaams televisieprogrammamaker die zich gespecialiseerd heeft in lifestyle-programma's vooral rond tuinbouw, visserij en groenteteelt. 

## Levensloop
Lybaert studeerde aan het Sint-Lodewijkscollege in Brugge. Hij volgde in Gent nadien enige tijd studies diergeneeskunde en fotografie. Uiteindelijk rolde hij in de job van televisiemontage en was betrokken bij de opstart van Focus TV in 1993, waarna hij ook actief was bij VT4 en langere tijd, van 1998 tot 2015, bij Woestijnvis zou werken. Zo werkte hij daar mee aan Man bijt hond, Meneer Doktoor en Nonkel Pater.
De sprong naar eigen programma's kwam er doordat hij als monteur bij Woestijnvis uitgekeken raakte op die job en met Arnout Hauben voor Man Bijt Hond in 100 dagen 2500 km naar Compostela wandelde. Het resultaat was een reeks korte reportages in Man bijt hond in 2011 en acht documentaires in het najaar van 2012, onder de titel 'Weg naar Compostela'.
In 2012 had hij een rubriek in het ecomagazine Plan B.
Vanaf eind maart 2013 startte hij op VIER met de presentatie van een eigen tuinprogramma, De moestuin volgens Wim. Hij zat dat jaar ook als kandidaat in het elfde seizoen van De Slimste Mens ter Wereld.
In 2014 was hij BV-kandidaat in de quiz Weet Ik Veel.
Eind maart 2015 verliet Wim Lybaert Woestijnvis en startte samen met Laurens Verbeke een eigen productiehuis, Liefhebbers, dat bestond tot februari 2022. Liefhebbers leverde programma's aan Eén. 
In 2015 had hij een vaste rubriek in het zomerprogramma 1000 zonnen met 'De vierkante eter' waarvoor hij een Bekende Vlaming aanzette een moestuintje van een vierkante meter aan te leggen en vervolgens met de oogst samen met de gast een maaltijd klaar te maken en tijdens een interview op te eten. De opnames bij 11 BV's liepen van in het voorjaar tot in de zomer van 2015 en tijdens die periode hield hij met alle betrokkenen contact om de groei van de groenten te bewaken.
Na de zomer in het seizoen 2015-2016 van Dagelijkse kost had hij een vaste rubriek in het kookprogramma van Jeroen Meus. In de lente van 2016 nam hij deel aan speciale BV-aflevering van Twee tot de zesde macht ten bate van Kom op tegen Kanker.
In de herfst van 2016 werd op Eén Het goeie leven uitgezonden, een programma in elf afleveringen van Lybaert waarin hij zes duo's een jaar met daarin drie seizoenen volgde terwijl zij een moestuin hebben aangelegd. De moestuinen lagen op een gemeenschappelijk stuk grond aan de Oude Abdij van Drongen, omgeven door een bocht van de Oude Leie. De duo's moesten met de oogst ook gerechten koken die door een jury van bekende chef-koks als Wouter Keersmaekers, Peter Goossens, Kobe Desramaults, Sergio Herman en Jeroen Meus werden geëvalueerd. Daarbij worden rieken en vorken uitgedeeld als prijzen voor goede kweekresultaten en goede gerechten.
In 2018 leverde De Liefhebbers De Columbus dat van 10 april tot 5 juni 2018 werd uitgezonden op Eén. In het programma gaat Wim Lybaert telkens enkele dagen met een bekende Vlaming op reis met een omgebouwde autobus, de Columbus, waarbij net als bij Christoffel Columbus de eindbestemming niet altijd overeenkomt met de vooraf geselecteerde bestemming. In het voorjaar van 2019 volgde een tweede seizoen, in de lente van 2020 een derde en een voorlopig laatste seizoen in het najaar van 2021.
Op 28 november 2018 werd Wim Lybaert verkozen tot de allereerste West-Vlaamse ambassadeur, een initiatief van Krant van West-Vlaanderen, Radio 2, Focus/WTV en de Provincie West-Vlaanderen.
Vanaf maart 2023 werd Een jaar op zee uitgezonden op Eén, een programma waarvoor hij een jaar lang vissers volgde. Lybaert is al sinds zijn kindertijd gefascineerd door de zee, de kust en het vissersleven.
In augustus 2023 werd Zomeravonden uitgezonden op VRT 1. Lybaert ontving bekende gasten bij hem thuis in de tuin en kookte een gerecht waar zij jeugdherinneringen aan hebben.
Op 1 december 2024 verscheen het vijfde seizoen van De Columbus op VRT 1, ditmaal met het productiehuis Panenka.

## Televisieprogramma's
- De moestuin volgens Wim (VIER, 2013)
- Het goeie leven (Eén, 2016)
- De Columbus (Eén/VRT 1, 2018-2021, 2024-2025)
- Een jaar op zee (Eén, 2023)
- Zomeravonden (VRT 1, 2023)